# Dauphin County
Dauphin County je okres ve státě Pensylvánie, USA, který byl založen roku 1785. Správním městem okresu je město Harrisburg.
Okres byl vytvořen 4. března 1785, z části okresu Lancaster a byl pojmenován po prvním synovi francouzského krále Ludvíka XVI., kterým byl Louis-Josephi, Dauphin.

## Sídla

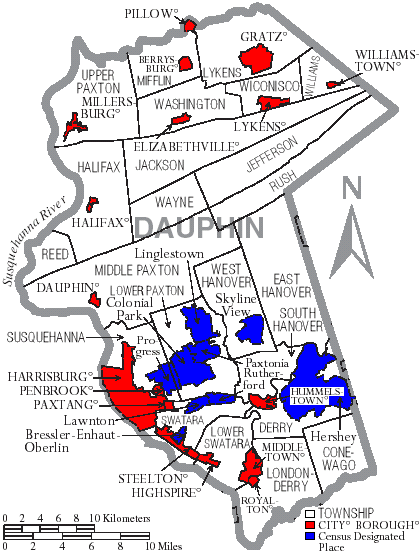
Mapa okresu

### Města
- Harrisburg

### Boroughs
- Berrysburg
- Dauphin
- Elizabethville
- Gratz
- Halifax
- Highspire
- Hummelstown
- Lykens
- Middletown
- Millersburg
- Paxtang
- Penbrook
- Pillow
- Royalton
- Steelton
- Williamstown

### Townships
- Conewago Township
- Derry Township
- East Hanover Township
- Halifax Township
- Jackson Township
- Jefferson Township
- Londonderry Township
- Lower Paxton Township
- Lower Swatara Township
- Lykens Township
- Middle Paxton Township
- Mifflin Township
- Reed Township
- Rush Township
- South Hanover Township
- Susquehanna Township
- Swatara Township
- Upper Paxton Township
- Washington Township
- Wayne Township
- West Hanover Township
- Wiconisco Township
- Williams Township

## Sousední okresy
| Růžice kompasu | Perry County                     | Northumberland County | Schuylkill County | Růžice kompasu |
| Růžice kompasu | Cumberland County a Perry County | Sever                 | Lebanon County    | Růžice kompasu |
| Růžice kompasu | Cumberland County a Perry County | Dauphin County        | Lebanon County    | Růžice kompasu |
| Růžice kompasu | Cumberland County a Perry County | Jih                   | Lebanon County    | Růžice kompasu |
| Růžice kompasu | York County                      | Lancaster County      |                   | Růžice kompasu |